# Vytjegodskij

Vytjegodskij är en ort i sydöstra delen av Archangelsk oblast i Ryssland.

## Historia
Vytjegodskij bildades år 1942 i samband med byggande av järnvägen Kotlas–Vorkuta. Byggarna tillhörde Sievzerdolag, en avdelning av Gulag.

## Folkmängd
De flesta jobbar inom transportsektorn.

## Infrastruktur
Det finns tre skolor, ett gymnasium, ett sjukhus och ett barnsjukhus i Vytjegodskij.